# Fly Away from Here
Fly Away from Here è un brano musicale del gruppo hard rock americano Aerosmith, scritto dall'amico e collaboratore della band Marti Frederiksen e pubblicato come secondo singolo tratto dal loro tredicesimo album Just Push Play.

## Video
Nel videoclip di questa power ballad, diretto da Joseph Khan, compare l'attrice Jessica Biel.

## Formazione
Gruppo
- Steven Tyler – voce
- Joe Perry – chitarra, cori
- Brad Whitford – chitarra
- Tom Hamilton – basso, cori
- Joey Kramer – batteria

Altri musicisti
- Jim Cox – pianoforte
- Paul Santo – organo

## Tracce
1. "Fly Away from Here (Radio Remix Edit)"
2. "Fly Away from Here (Album Version)"
3. "Fly Away from Here (Rock Remix Edit)"
4. "I Don't Wanna Miss a Thing (Album Version)"